# Reanny
Reanny, artiestennaam van Reanny Hortencia, is een Nederlandse rapster.

## Biografie
Hortencia komt uit de Amsterdamse wijk Kraaiennest en studeerde de opleiding Maatschappelijk Werk en Dienstverlening aan de Hogeschool van Amsterdam. Nadat ze bij een studiosessie van rapper Ocho (van het duo Ocho & Ibs) voor een microfoon werd geplaatst, ontdekte ze dat het leuk vond om muziek te maken. Toen zij vervolgens bij een workshop van Adje van de rapper te horen kreeg dat zij potentie had, besloot ze om haar muziekcarrière te starten. Haar eerste single was Bel me niet in februari 2022, opgevolgd door Pull up bby met Giefa Sparkle. De single Tas, de eerste die zij uitbracht bij platenlabel Top Notch, ging viraal op mediaplatform TikTok.
In 2023 kwam de artiest met haar debuut-ep A Goddess, WBU?. Net als veel van haar muziek, is het thema van de ep female empowerment. Op de ep staan samenwerkingen met twee andere in dat jaar opkomende vrouwelijke rappers Noell3 en Dani Deaux. Op het lied Pap zingen de vrouwen over dat ze geen man nodig hebben om geld te verdienen. In 2023 stond Reanny op verschillende festivals, waaronder Rolling Loud, Zwarte Cross en Parels van de Stad. Ze stond in januari 2024 op Noorderslag.